# Son Reiners
Son Reiners és una possessió situada a la Marina de Llucmajor, Mallorca. Està situada entre les possessions de Son Fideu, Son Rafeló, i Son Bieló. El 1777 pertanyia a Joan Salvador Taverner. És una segregació de la possessió des Llobets. El 1994 tenia 289 quarterades. El 1969 s'urbanitzà una extensió de 9,73 ha a la costa, situada al costat de la població de s'Estanyol de Migjorn, procés del qual el promotor fou l'empresa Damià Taberner.